# A Complete Unknown
A Complete Unknown (prt: A Complete Unknown; bra: Um Completo Desconhecido) é um filme biográfico musical norte-americano de 2024 dirigido por James Mangold, que também coescreveu o roteiro com Jay Cocks. O longa retrata a trajetória do cantor e compositor Bob Dylan, desde o início de seu sucesso na música folk até a polêmica histórica envolvendo o uso de instrumentos elétricos. Baseado no livro Dylan Goes Electric! (2015), de Elijah Wald, o filme tem Timothée Chalamet no papel de Dylan – além de atuar, Chalamet também assina como produtor. O elenco conta ainda com Edward Norton, Elle Fanning, Monica Barbaro, Boyd Holbrook, Dan Fogler, Norbert Leo Butz, Eriko Hatsune, Big Bill Morganfield, Will Harrison e Scoot McNairy. O título do filme faz referência ao refrão do clássico de Dylan, Like a Rolling Stone (1965).
A Complete Unknown teve sua estreia no Teatro Dolby, em Los Angeles, no dia 10 de dezembro de 2024, e foi lançado nos Estados Unidos pela Searchlight Pictures em 25 de dezembro do mesmo ano. O filme arrecadou US$ 110,4 milhões mundialmente e recebeu críticas geralmente positivas. Foi eleito um dos 10 melhores filmes do ano pelo American Film Institute e pelo National Board of Review – que também premiou Elle Fanning como Melhor Atriz Coadjuvante.
A produção recebeu oito indicações no Oscar de 2025, incluindo Melhor Filme, Melhor Diretor (James Mangold), Melhor Ator (Thimothée Chalamet), Melhor Ator Coadjuvante (Edward Norton) e Melhor Atriz Coadjuvante (Monica Barbaro). Também foi indicado a três prêmios no Globo de Ouro de 2025 (incluindo Melhor Filme dramático), quatro no Screen Actors Guild Awards de 2025 (com Chalamet vencendo como Melhor Ator) e seis no BAFTA (incluindo Melhor Filme).

## Enredo
Em 1961, Bob Dylan viaja de carona para Nova York com o objetivo de conhecer seu ídolo musical, Woody Guthrie, que está em estado terminal devido à doença de Huntington. No hospital, ele encontra Guthrie ao lado de seu amigo próximo, Pete Seeger. Dylan toca uma canção que escreveu em homenagem a Guthrie(en), impressionando os dois músicos folk. Pete o convida para ficar em sua casa e, aos poucos, o apresenta à cena folk da cidade. Durante um show, Dylan conhece Sylvie Russo, conquistando-a com suas opiniões provocativas e histórias sobre seu trabalho em um parque de diversões – além de oferecer a ela um amendoim. Os dois iniciam um relacionamento, e Dylan se muda para o apartamento dela.
Após uma apresentação de Joan Baez, Pete apresenta Dylan em uma noite de microfone aberto, onde estão presentes executivos da indústria e o empresário Albert Grossman. Dylan flerta com Joan Baez e impressiona o público, levando Grossman a contratá-lo imediatamente. Ele começa a trabalhar em seu primeiro álbum, mas sua gravadora o obriga a gravar majoritariamente covers. O disco tem vendas fracas, frustrando Dylan.
Antes de partir para uma longa viagem escolar à Europa, Sylvie discute com Dylan, irritada com sua atitude distante e sua recusa deliberada em compartilhar seu passado com ela. Apesar disso, o encoraja a insistir em gravar suas próprias músicas. Durante sua ausência, Dylan aproveita a crescente agitação política e social para consolidar sua reputação como compositor engajado. Isso chama a atenção de Baez, com quem ele inicia um caso e uma parceria artística. Sylvie começa a suspeitar da proximidade entre os dois e, em 1965, ela e Dylan se separam.
Mesmo tendo alcançado a fama, Dylan percebe que ainda está preso às expectativas da indústria e da comunidade folk. Uma aguardada turnê com Baez termina em desastre; uma discussão sobre o ego de Dylan e as exigências de Baez para que toquem suas músicas populares em vez de material novo fazem com que ele abandone o palco no meio da apresentação.
Buscando se libertar dessas amarras, Dylan começa a experimentar com guitarra elétrica e instrumentos de rock – uma direção controversa dentro da cena folk(en), que valoriza arranjos acústicos simples. Ele reúne uma banda e inicia as gravações de Highway 61 Revisited. Sua nova abordagem preocupa especialmente os organizadores do Newport Folk Festival, onde Dylan será a atração principal de 1965, pois temem que ele apresente seu som polêmico no evento.
Dylan convida Sylvie para acompanhá-lo ao festival, esperando reacender o relacionamento. Ela aceita, mas, ao assistir a um dueto entre ele e Baez (It Ain’t Me Babe (en)), percebe que nunca se sentirá confortável naquela relação. Abalada, decide ir embora. Dylan a segue de moto até o cais de onde ela partirá, mas não consegue convencê-la a ficar. Eles se despedem compartilhando um último cigarro.
Nos bastidores do festival, os organizadores tentam persuadir Dylan a não usar a guitarra elétrica, chegando até a um apelo emocionado de Pete, que lembra o cantor de que sua própria trajetória está em jogo. Enquanto isso, um Johnny Cash embriagado encoraja Dylan a seguir com seu plano. Ele sobe ao palco com sua banda, e a reação do público é furiosa – vaias, gritos e até objetos são atirados contra eles. Nos bastidores, Pete e outros membros da organização tentam cortar o som, mas são impedidos por Grossman e Toshi(en), esposa de Pete.
Dylan inicialmente recusa um pedido para tocar uma música folk como bis, mas cede quando Cash lhe empresta seu violão acústico.
Na manhã seguinte, ao sair de Newport, Baez se encontra com Dylan e diz que ele "venceu" – afinal, finalmente conquistou a liberdade que tanto desejava. Antes de deixar a cidade, Dylan faz uma última visita a Guthrie e parte em sua motocicleta.

## Elenco
- Timothée Chalamet como Bob Dylan
- Monica Barbaro como Joan Baez
- Elle Fanning como Sylvie Russo
- Edward Norton como Pete Seeger
- Boyd Holbrook como Johnny Cash
- P. J. Byrne como Harold Leventhal
- Scoot McNairy como Woody Guthrie
- Dan Fogler como Albert Grossman
- Will Harrison como Bob Neuwirth
- Norbert Leo Butz como Alan Lomax
- Eriko Hatsune como Toshi Seeger[6]
- Charlie Tahan como Al Kooper[6]
- Ryan Harris Brown como Mark Spoelstra[6]
- Eli Brown
- Nick Pupo
- Big Bill Morganfield
- Laura Kariuki como Mavis Staples
- Eric Berryman
- David Alan Basche
- Joe Tippett
- James Austin Johnson
- Kayli Carter
- Sarah King como Barbara Dane[7]
- Alaina Surgener como Gena Russo[8]

## Produção
Foi anunciado em janeiro de 2020 que James Mangold escreveria e dirigiria um filme biográfico sobre Bob Dylan, centrado especificamente na controvérsia em torno de sua mudança para guitarras elétricas, com Timothée Chalamet escalado como o músico. Nessa época, o filme era conhecido como Going Electric. Em outubro, o diretor de fotografia Phedon Papamichael declarou que a pandemia de COVID-19 em andamento havia colocado o projeto em dúvida. Chalamet, independentemente disso, passou um tempo pesquisando Dylan durante a pandemia, visitando antigas casas do artista na cidade de Nova Iorque e consultando o diretor Joel Coen durante esse período. Mangold também se encontrou com Dylan para falar sobre o filme e afirmou que anotou o roteiro enquanto também fornecia notas a Chalamet. Em uma entrevista de outubro de 2023, o ator afirmou que estava trabalhando com a mesma equipe de treinadores vocais e de movimento que trabalhou com Austin Butler no filme Elvis (2022).

## Prêmios e Indicações
| Prêmio                 | Data da cerimônia       | Categoria                         | Nominado(s) | Resultado | Ref.   |
| ---------------------- | ----------------------- | --------------------------------- | --- | --------- | ------ |
| Prêmios Globo de Ouro  | 5 de janeiro de 2025    | Melhor Filme Dramático            | A Complete Unknown | Indicado  | [ 15 ] |
| Prêmios Globo de Ouro  | 5 de janeiro de 2025    | Melhor Ator em Filme Dramático    | Timothée Chalamet | Indicado  | [ 15 ] |
| Prêmios Globo de Ouro  | 5 de janeiro de 2025    | Melhor Ator Coadjuvante - Cinema  | Edward Norton | Indicado  | [ 15 ] |
| Critics' Choice Awards | 7 de fevereiro de 2025  | Melhor Filme                      | A Complete Unknown | Indicado  | [ 16 ] |
| Critics' Choice Awards | 7 de fevereiro de 2025  | Melhor Ator                       | Timothée Chalamet | Indicado  | [ 16 ] |
| Critics' Choice Awards | 7 de fevereiro de 2025  | Melhor Ator Coadjuvante           | Edward Norton | Indicado  | [ 16 ] |
| BAFTA                  | 16 de fevereiro de 2025 | Melhor Filme                      | Alex Heineman, Fred Berger e James Mangold | Indicado  | [ 17 ] |
| BAFTA                  | 16 de fevereiro de 2025 | Melhor Ator                       | Timothée Chalamet | Indicado  | [ 17 ] |
| BAFTA                  | 16 de fevereiro de 2025 | Melhor Ator Coadjuvante           | Edward Norton | Indicado  | [ 17 ] |
| BAFTA                  | 16 de fevereiro de 2025 | Melhor Roteiro Adaptado           | James Mangold e Jay Cocks | Indicado  | [ 17 ] |
| BAFTA                  | 16 de fevereiro de 2025 | Melhor Figurino                   | Arianne Phillips | Indicado  | [ 17 ] |
| BAFTA                  | 16 de fevereiro de 2025 | Melhor Escolha de Elenco          | Yesi Ramirez | Indicado  | [ 17 ] |
| SAG Awards             | 23 de fevereiro de 2025 | Melhor Elenco em Cinema           | A Complete Unknown - Monica Barbaro, Norbert Leo Butz, Timothée Chalamet, Elle Fanning, Dan Fogler, Will Harrison, Eriko Hatsune, Boyd Holbrook, Scoot McNairy, Big Bill Morganfield, Edward Norton | Indicado  | [ 18 ] |
| SAG Awards             | 23 de fevereiro de 2025 | Melhor Ator Principal em Cinema   | Timothée Chalamet | Venceu    | [ 18 ] |
| SAG Awards             | 23 de fevereiro de 2025 | Melhor Ator Secundário em Cinema  | Edward Norton | Indicado  | [ 18 ] |
| SAG Awards             | 23 de fevereiro de 2025 | Melhor Atriz Secundária em Cinema | Monica Barbaro | Indicado  | [ 18 ] |
| Óscars                 | 2 de março de 2025      | Melhor Filme                      | Fred Berger, James Mangold and Alex Heineman | Indicado  | [ 19 ] |
| Óscars                 | 2 de março de 2025      | Melhor Diretor                    | James Mangold | Indicado  | [ 19 ] |
| Óscars                 | 2 de março de 2025      | Melhor Ator                       | Timothée Chalamet | Indicado  | [ 19 ] |
| Óscars                 | 2 de março de 2025      | Melhor Actor Coadjuvante          | Edward Norton | Indicado  | [ 19 ] |
| Óscars                 | 2 de março de 2025      | Melhor Atriz Coadjuvante          | Monica Barbaro | Indicado  | [ 19 ] |
| Óscars                 | 2 de março de 2025      | Melhor Roteiro Adaptado           | James Mangold e Jay Cocks | Indicado  | [ 19 ] |
| Óscars                 | 2 de março de 2025      | Melhor Som                        | Tod A. Maitland, Donald Sylvester, Ted Caplan, Paul Massey e David Giammarco | Indicado  | [ 19 ] |
| Óscars                 | 2 de março de 2025      | Melhor Figurino                   | Arianne Phillips | Indicado  | [ 19 ] |